# Эльюнусси, Мохамед
Мохамед Амин Эльюнусси (норв. Mohamed "Moi" Amine Elyounoussi; род. 4 августа 1994, Эль-Хосейма) — норвежский футболист, нападающий клуба «Копенгаген» и сборной Норвегии.
Мохамед приходится кузеном известному норвежскому футболисту Тарику Эльюнусси.

## Клубная карьера

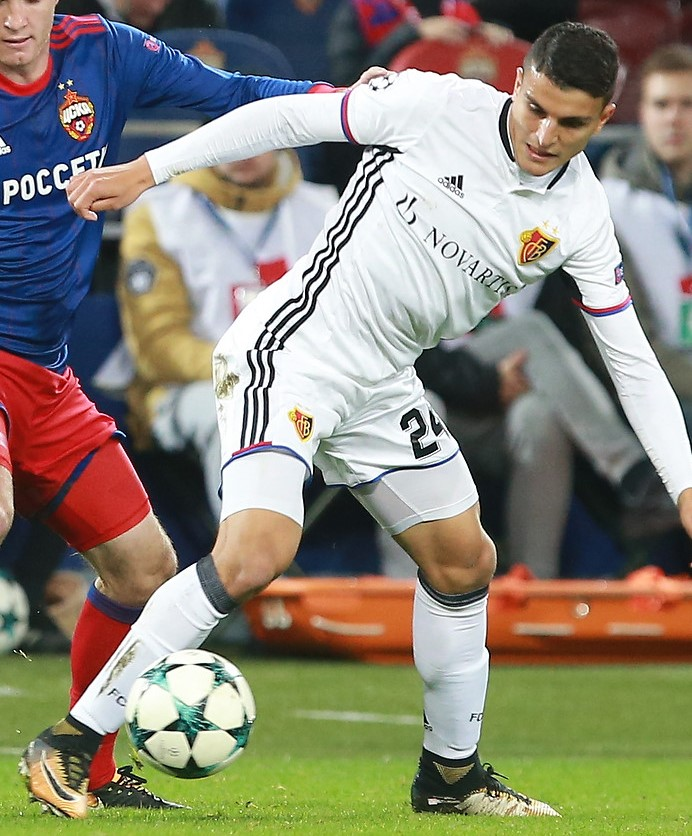
Эльюнусси в составе «Базеля»

Эльюнусси — воспитанник клуба «Сарпсборг 08». 8 мая 2011 года в матче против «Одда» он дебютировал в Типпелиге. По итогам сезона клуб вылетел в Суперэттан, но Мохамед остался в команде. 30 июня 2012 года в поединке против «Брюне» он забил свой первый гол за клуб. Эльюнусси забил девять мячей и помог «Сарпсборгу» вернуться в элиту по итогам сезона.
В 2014 году Мохамед перешёл в «Молде». 28 марта в поединке против «Волеренги» он дебютировал за новую команду. 21 апреля в матче против своей бывшей команды «Сарпсборг 08» Эльюнусси сделал «дубль», забив свои первые голы за «Молде». 9 июня в поединке против «Бранна» он сделал хет-трик. В своём первом сезоне Мохамед забил тринадцать мячей и помог «Молде» выиграть чемпионат и завоевать Кубок Норвегии. В матчах квалификации Лиги чемпионом 2015/2016 против армянского «Пюника» и загребского «Динамо» Эльюнусси забил три гола. 17 сентября в поединке Лиги Европы против турецкого «Фенербахче» Мохамед забил один из мячей.
Летом 2016 года Эльюнусси перешёл в швейцарский «Базель», подписав контракт на четыре года. Сумма трансфера составила 3,2 млн евро. 24 июля в матче против «Сьона» он дебютировал в швейцарской Суперлиге, заменив во втором тайме Матиаса Дельгадо. 31 июля в поединке против «Вадуца» Мохамед забил свой первый гол за «Базель». В своём дебютном сезоне он помог клубу выиграть чемпионат.
Летом 2018 года Эльюнусси перешёл в английский «Саутгемптон», подписав контракт на пять лет. Сумма трансфера составила 16 млн фунтов. 12 августа в матче против «Бернли» он дебютировал в английской Премьер-лиге.

## Международная карьера
18 января 2014 года в товарищеском матче против сборной Польши Эльюнусси дебютировал за сборную Норвегии. 13 июня 2017 года в поединке против сборной Швеции Мохамед забил свой первый гол за национальную команду. 5 октября в отборочном матче чемпионата мира 2018 против сборной Сан-Марино он сделал хет-трик.

### Голы за сборную Норвегии
| #  | Дата            | Место                                         | Противник         | Счёт | Результат | Соревнование                |
| -- | --------------- | --------------------------------------------- | ----------------- | ---- | --------- | --------------------------- |
| 1  | 13 июня 2017    | «Уллевол», Осло, Норвегия                     | Швеция            | 1:0  | 1:1       | Товарищеский матч           |
| 2  | 5 октября 2017  | «Олимпийский стадион», Серравалле, Сан-Марино | Сан-Марино        | 0:4  | 0:8       | Отборочный турнир — ЧЕ 2018 |
| 3  | 5 октября 2017  | «Олимпийский стадион», Серравалле, Сан-Марино | Сан-Марино        | 0:5  | 0:8       | Отборочный турнир — ЧЕ 2018 |
| 4  | 5 октября 2017  | «Олимпийский стадион», Серравалле, Сан-Марино | Сан-Марино        | 0:7  | 0:8       | Отборочный турнир — ЧЕ 2018 |
| 5  | 16 октября 2018 | «Уллевол», Осло, Норвегия                     | Болгария          | 1:0  | 1:0       | Лига наций УЕФА 2018/2019   |
| 6  | 7 сентября 2020 | «Уиндзор Парк», Белфаст, Северная Ирландия    | Северная Ирландия | 1:0  | 5:1       | Лига наций УЕФА 2020/2021   |
| 7  | 4 сентября 2021 | «Даугава», Рига, Латвия                       | Латвия            | 2:0  | 2:0       | Отборочный турнир — ЧМ 2022 |
| 8  | 11 октября 2021 | «Уллевол», Осло, Норвегия                     | Черногория        | 1:0  | 2:0       | Отборочный турнир — ЧМ 2022 |
| 9  | 11 октября 2021 | «Уллевол», Осло, Норвегия                     | Черногория        | 2:0  | 2:0       | Отборочный турнир — ЧМ 2022 |
| 10 | 19 ноября 2023  | «Хэмпден Парк», Глазго, Шотландия             | Шотландия         | 3:3  | 3:3       | Отборочный турнир — ЧЕ 2024 |

## Достижения
Командные
«Молде»
- Чемпионат Норвегии по футболу: 2014
- Обладатель Кубка Норвегии: 2014

«Базель»
- Чемпионат Швейцарии по футболу: 2016/17